# Nyctipolia incondita
Nyctipolia incondita là một loài bướm đêm trong họ Noctuidae.